# Электронная промышленность КНР

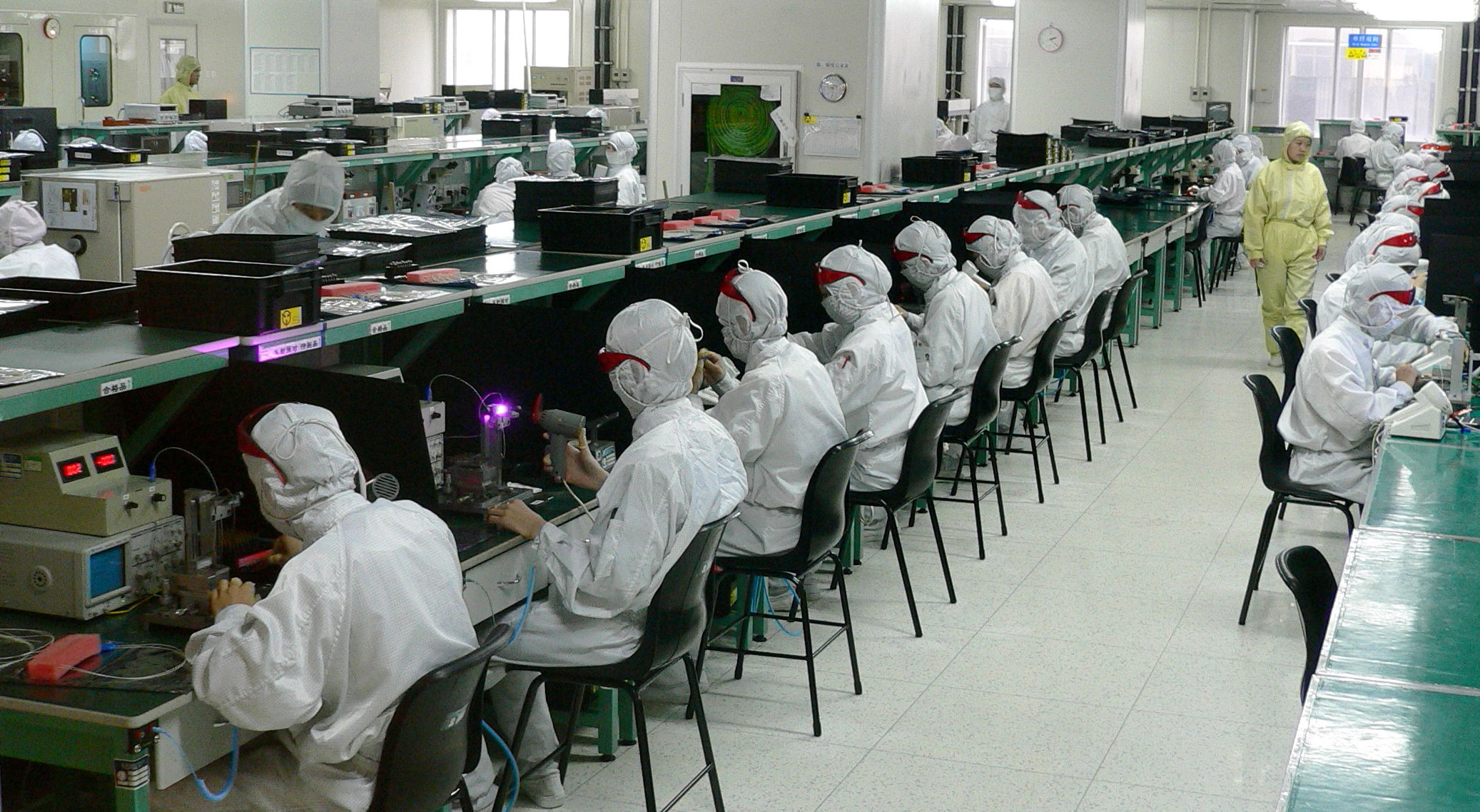
Предприятие электронной промышленности в Шэньчжэне.

Электронная промышленность Китая — электронная промышленность в Китайской Народной Республике (КНР).
Подавляющее большинство всех компонентов современной электроники (как радиодетали, так и компьютерные компоненты — материнские платы, видеокарты и тп. и периферия), как мобильной так и стационарной техники — производятся в Китае. Почти все именитые бренды (Apple, Dell, HP и пр.), кроме южнокорейских, — изготовляются (а зачастую и разрабатываются) в Китае.
Во множестве создаются и изготовляются и собственные модели электронных устройств (зачастую не хуже по потребительским качествам, правда зачастую уступающие в надежности и стабильности работы).
Также, обширная индустрия копий, подделок и контрафакта, под мировые бренды.
С 2004 года Китай уверенно лидирует в мире по объёмам экспорта офисного и телекоммуникационного оборудования. Сектор средств связи и телекоммуникаций — один из самых больших и наиболее динамично развивающихся на китайском рынке электронной техники. Особенно высокие темпы прироста продаж наблюдаются для мобильных систем связи.
Компании со штаб-квартирами в Китае произвели в 2020 году микросхем на общую сумму 8,3 млрд долл., что составляет 6 % от общего объёма рынка микросхем этой страны, оцениваемого в 143 млрд долл.; однако, в рамках программы «Сделано в Китае» Пекин поставил задачу к 2025 году обеспечивать 70 % своего внутреннего спроса — правительством страны в 2020 г. заложен бюджет в размере 155 млрд долл. на поддержку отрасли в ближайшие десять лет (при этом, как отмечают специалисты IDC, даже в случае успешного развития национальной полупроводниковой отрасли Китай к концу десятилетия будет обеспечивать себя лишь 35 % необходимой продукции)

## История
Первые шаги в развитии электроники в КНР были сделаны сразу после образования государства в 1949 году. Правительством была организована Академия наук Китая с сетью научно-исследовательских институтов, разработаны долгосрочные программы научно-технического развития, в которых электроника заняла одну из ведущих позиций.
Разработкой компьютеров в Китае занялись ещё в начале 50-х, внедрив ЭВМ 1-го поколения на электронных лампах в 1958 г., в 1965 году ЭВМ 2-го поколения на полупроводниках уже производились в Шанхае, Пекине и Тяньцзине. В 1973 г. учёные представили ЭВМ 3-го поколения с использованием малых интегральных схем. К 1989 г. уже осуществлялась программа перехода от ЭВМ 4-го поколения на основе больших интегральных схем к выпуску ЭВМ 5-го поколения.
Китай имеет опыт успешного выполнения «Программы 909» — затратив 10 млрд долларов, он смог стать одним из производителей электроники мирового масштаба.
1990-е
Наметились заметные различия в качестве продукции, изготавливаемой в отдельных группах стран: компьютеры США, Японии, Западной Европы, ориентированные на уровень требовательного рынка, отличались самым высоким качеством — эта продукция тщательно контролируется, характеризуется своей энергоэкономичностью и экологичностью («зеленые компьютеры») — их определяли как компьютеры т. н. белой сборки.
В ряде же новых индустриальных стран многие местные фирмы (кроме входящих в ТНК) собирают компьютеры по «отверточной технологии» из импортных комплектующих, с малой долей собственных деталей не самого высокого качества. Они отличались меньшей надежностью, худшими технико-экономическим и параметрами и предназначены для менее состоятельного и менее требовательного покупателя — эти компьютеры относились к изделиям желтой сборки (а продукцию заводов Восточной Европы, со всеми её преимуществами и недостатками, именовали «красной сборкой»).
В 1999 году в стране было продано около 5 млн ПК, в 2001 году продажи ПК достигли 8,6 млн шт.
Компания Legend Group — ведущий поставщик ПК в азиатские страны, за исключением Японии (9 % общего объёма продаж в регионе). Доходы фирмы от продаж ПК составляли 2,45 млрд долл. (1999), в 2000 году её доход возрос более чем на 100 % (аналогичные показатели и у других фирм — Founder, Great Wall, Start и Hitense). Помимо предприятий по сборке ПК и производству материнских плат Legend Group владеет дистрибьюторскими сетями, охватывающими всю страну; также — совместная исследовательская лаборатория с National Semiconductor в Пекине.
2000-е
На 2001 г. общий доход у 44 китайских компаний, занимающихся разработкой и производством изделий электронной техники — около 2 млрд долл., или 82 % всего дохода электронной промышленности страны. Наибольший вклад в развитие этой отрасли вносят фирмы Legend Group, Konka Group, Great Wall Computer, Nanjing Panda Electronics и Shenzhen Huawei Technologies.
Фирма Shanghai Seagull Camera, лидер на внутреннем рынке цифровых камер (выпускает в год 600 тыс.)
Мировые лидеры IT-индустрии стали массово переносить производство своих продуктов в Китай. Так им удается не просто сохранить прибыль, но и приумножить доход при небольших затратах на производство и расходах на заработную плату персонала.
2010-е
Китай становится законодателем рынка смартфонов и компьютеров, символы этого — известные компании Lenovo, Huawei, ZTE, Meizu, Xiaomi и др.
Крупнейшим поставщиком чипов для китайских смартфонов является тайваньская MediaTek (более половины рынка, на начало 2021 г.), на втором месте американская Qualcomm, на третье место в рейтинге выйдет, как ожидается, шанхайская Unisoc, которая сможет опередить HiSilicon Technologies (подразделение Huawei).
Для снижения зависимости Китайской Народной Республики от иностранных технологий разрабатываются собственные микропроцессоры: Zhaoxin (совместное предприятие тайваньской VIA и Шанхайского городского правительства) создает x86 и x86-64 совместимые процессоры, также созданы 32- и 64-разрядные процессоры на собственной микроархитектуре Loongson, для мобильных применений изготавливается семейство систем-на-кристалле HiSilicon K3 (Kirin).
Доля КНР в производстве микросхем на пике составляла 30 % мирового рынка.
Согласно принятой в 2015 году стратегии «Сделано в Китае 2025» намечено повысить уровень самообеспечения страны микросхемами: 40 % к 2020 году и 70 % — к 2025 г. (однако и в 2022 г. этот уровень составил лишь порядка 20 %)
За период с 1990 по 2020 год Китай построил 32 мегафабрики по производству чипов (в остальном мире за это время появилось лишь 24 таких завода).
В 2021—2022 гг. на долю китайских компаний придётся, как ожидают эксперты, половина проектов по строительству предприятий, занимающихся выпуском полупроводниковых компонентов.
2020-е
Американские компании (Dell, HP многие другие) на фоне геополитической нестабильности и пандемии стали принимать меры по изменению цепочки поставок и перемещению своих производств из Китая в другие страны, переводя их во Вьетнам, Малайзию, Индонезию, Таиланд, Индию. Массовый процесс переноса сборочных линий за пределы Китая начался в 2018 году, когда президент США Д. Трамп развязал с КНР торговую войну.
В 2020 году, лишившись возможности получать от зарубежных компаний новое литографическое оборудование, китайские производители полупроводниковых компонентов обратились на вторичный рынок (оборудование предыдущих поколений не попадает под действие американских санкций), при этом цены на бывшее в употреблении оборудование в итоге выросли в несколько раз.
Также, администрация США заблокировала поставки в Китай микросхем «двойного назначения» (американские власти считают, что Китай использует подобные чипы «против американских интересов, в том числе в военных целях»).
Процесс противостояния усилился, когда в августе 2022 президент США Джо Байден подписал «Закон о чипах и науке» (CHIPS and Science Act), целью которого объявлялось лидерство страны во всех передовых технологиях завтрашнего дня — включая искусственный интеллект и квантовые вычисления.
Далее, 7 октября 2022 Министерство торговли США объявило о новых масштабных мерах экспортного контроля, которые лишат Китай передового оборудования для производства чипов и некоторых передовых полупроводниковых микросхем, изготовленных по американским технологиям, независимо от того, где эти микросхемы были произведены. Согласно новым правилам, ведущим американским производителям микросхем Nvidia и AMD будет запрещено продавать китайским компаниям свои высокопроизводительные процессоры ИИ с массовым параллелизмом и суперкомпьютеры; этот шаг стал попыткой Вашингтона затормозить военную модернизацию Китая и развитие его суперкомпьютеров.
Зависимые от США Япония и Голландия также приняли ряд собственных ограничений — пусть и не менее жестких, чем США; японские, вступили в действие с 1 июля 2023, голландские с 1 сентября. 

В ответ, китайцы тоже вели экспортные ограничения на сырьё (редкоземельные элементы и пр.); при этом, компания SMIC начала выпуск микросхем по 7-нанометровой технологии.

## Вычислительная техника
В 2018 г. в TOP500 мощнейших суперкомпьютеров мира входили 206 системы Китая. 

В 2019 г. — уже 227 (у второго места, США, число суперкомпьютеров сократилось до 109). 

Китайский суперкомпьютер Sunway TaihuLight (состоит из 10,65 млн ядер и выполняет 93 петафлопс) находится на третьей строчке рейтинга, четвертое место — у китайского же Тяньхэ-2 (Tianhe 2A) с мощностью в 33,8 петафлопс.
К 2020 году Китай намеревался построить суперкомпьютер мощностью 1 эксафлопс, над проектом работают Государственный центр суперкомпьютерных вычислений в Тяньцзине и Национальный университет оборонных технологий.
В ближайших планах китайского правительства — создание сразу трех сверхсовременных вычислительных машин, мощность которых будет равна пре-экзафлопсу.
На 2022 г. в TOP500 суперкомпьютеров мира входят 173 системы Китая (127 у США, 7 у России).

## Производство электронных компонентов
С 2021 года компанией SMIC освоен выпуск микросхем техпроцесса 7 нм.
В августе 2022 США ввели новые правила экспортного контроля в отношении КНР, кроме прочего запретив продавать китайским компаниям программное обеспечение для автоматизации электронного проектирования (EDA), которое может служить для разработки микросхем на передовых техпроцессах (с транзисторами GAAFET); это негативно отразится на китайской полупроводниковой индустрии.

### Микросхемы
- компания SMIC является крупнейшим китайским производителем микросхем и электронных компонентов и одним из мировых лидеров среди контрактных производителей микроэлектроники и микроэлектронных компонентов. Компания в настоящее время имеет наиболее передовое и развитое производство чипов в Китае.
- Huali Microelectronics[англ.]: фабрика Huali Huahong No. 5 стала первой полностью автоматизированной линией производства чипов в Китае, сейчас на её мощностях выпускаются кристаллы по 55-, 40- и 28-нм техпроцессу.
- Xinsheng Semiconductor[англ.] (в своё время это была первая китайская компания, успешно освоившая литографию на 12-дюймовых пластинах), Jita Semiconductor, Jingce Semiconductor, Geke Semiconductor, Dingtai Semiconductor, Shanghai Tianyue и Shanghai Lingang.
- Основанная в конце 2017 года компания Wuhan Hongxin Semiconductor Manufacturing Co (HSMC)  рассчитывала в сжатые сроки освоить в Китае контрактное производство не только 14-нм, но и 7-нм полупроводниковых компонентов (был даже приобретён один литографический сканер от ASML, позволяющий работать с 7-нм литографией, а в середине 2019 компанию возглавил бывший вице-президент TSMC (летом 2020 года он её покинул[24]), однако в начале 2021 г. так и не достроенное предприятие было заморожено, отказалось от планов возобновить деятельность, весь персонал уволен.[25][26]

##### Производствопамяти
- Netac Technology,
- Changxin Memory Technologies (чипы DRAM, 19-нм; 4 % мирового рынка DRAM),
- Gloway (модули памяти DDR4)[27].
- YMTC (Yangtze Memory Technologies, «Янцзы Memory Technologies») — основана в 2016 году в Ухане; компания получила поддержку от Tsinghua Unigroup. В 2021 год назад начала массовые поставки 128-слойной памяти типа 3D NAND, на 2022 год имеет 5 % мирового рынка флеш-памяти. Его потребительские товары продаются под брендом Zhitai.

С начала 2022 года объёмы производства флеш-памяти на территории КНР достигли 23 % от мировых, в 2022 году этот показатель не превышал 14 %. Даже американские компании Western Digital и Micron Technology основную часть памяти NAND выпускают за пределами страны, что вызывает определённую обеспокоенность властей США, которые стали вынашивать идею запрета на экспорт в Китай определённых типов технологического оборудования, позволяющего выпускать современную (свыше 128-слоев) твердотельную память. В октябре эти планы были воплощены принятием пакета антикитайских санкций, введённых администрацией президента США.

### Процессоры
32- и 64-разрядные процессоры на микроархитектуре Loongson производятся с 2002 года. 

12-нм процессоры Loongson 3A5000 на новой микроархитектуре LoongArch (преемник Loongson) поступят в массовое производство летом 2021 года.
Zhaoxin — производитель чипсетов и процессоров (компания создана в 2013 году как совместное предприятие тайваньской VIA Technologies и шанхайского городского правительства).
Компания Xiaomi с 2017 г. выпускала свой мобильный Surge S1 и заявляет о намерениях в 2024 г. выпустить уже 4-нанометровый чип.
Разработка графических процессоров:
компании Glenfly Tech, Innosilicon,
Moore Threads (с 2020 г., основной продукт - видеокарты).

### Производители оборудования
Помимо производства чипов, в Китае также активно развиваются смежные отрасли. Наиболее важными в них с точки зрения импортозамещения являются компании-производители литографического оборудования. Лидер в области производства литографических машин — Shanghai Micro Electronics Equipment (SMEE) из Шанхая, однако, и она работает по технологиям примерно двадцатилетней давности (сканеры серии SSA600 для работы с техпроцессами 90 нм, 110 нм и 280 нм) и не может всерьез конкурировать с ASML или японскими компаниями (последние всё ещё остаются основным поставщиком для китайского полупроводникового сектора), до освоения EUV-литографии ей пока очень далеко. В 2023 г. SMEE анонсировала создание первого китайского литографического сканера для выпуска чипов по 28-нм техпроцессу.
SiCarrier (Shenzhen Sicarrier Technologies Co.,LTD.) — разработчик оборудования для производства микросхем.
Прочие:
- China Electronics Technology Group (CETC) — третья по величине компания Китая в области электроники и ИТ, уступая только Huawei и Lenovo.
- China Resources Microelectronics Limited (CR Micro)[39]
- Xiamen Sheng Mei Shi Automation Equipment Co.[40]
- Advanced Micro-Fabrication Equipment (AMEC)
- NAURA Technology Group
- KST
- Huawei Technologies

Всего же, в 2019 году доля компаний Китая в мировом производстве полупроводникового оборудования в совокупности составляла менее 5 % (доля США — более 40 %).

## Прочее
Аккумуляторы:
Contemporary Amperex Technology Co. Ltd. (CATL) — один из крупнейших в мире производителей аккумуляторов и крупнейший в мире производитель батарей для автомобилей.
Принтеры: Pantum International Limited — крупная, стремительно развивающаяся компания, которая разрабатывает, производит и продает лазерные МФУ, принтеры и расходные материалы для них. Продукция компании продается в более 80 странах; на российском рынке бренд широко представлен с 2015 года, также имеет локализованное в России производство. По данным статистики ITResearch, в третьем квартале 2022 года, после ухода из России зарубежные брендов (Hewlett-Packard, Xerox, Canon др.), Pantum стала лидером по продажам, заняв 53 % рынка принтеров (по другим данным 67 %).

### Производство дисплеев
99 % ЖК-дисплеев и других запчастей для смартфонов, планшетов, ноутбуков и других устройств сегодня производятся в Китае.
- Tianma — один из крупнейших производителей матриц на рынке Китая, на рынке дисплеев с 1983 года; до недавнего времени они выпускали продукцию только для внутреннего рынка, в основном это были ЖК-дисплеи промышленного предназначения, впоследствии компания переквалифицировалась на производство дисплеев для мобильных устройств.

OLED
- BOE Technology — крупнейший в Китае производитель плоских (OLED) панелей[49][50][51]
- China Star Optoelectronics Semiconductor Display Technology (CSOT) (Ухань, с 2017; входит в транснациональную TCL Technology)[52]

До 2017 г. рынок OLED-телевизоров полностью принадлежая двум южнокорейским гигантам — LG и Samsung, их матрицы использовалли большинство других производителей. Но BOE, один из крупнейших китайских производителей дисплеев, объединился со Skyworth для создания OLED-телевизоров — компании планируют выпускать свои телевизоры на китайском и европейском рынках (где пока, помимо LG и Samsung, не имеют других конкурентов).

### Солнечные панели
- LONGi Green Energy Technology — крупнейший в Китае производитель монокристаллических панелей
- GCL-Poly Energy Holdings — крупнейший в Китае производитель пластин из поликремния[54]